# João da Nova

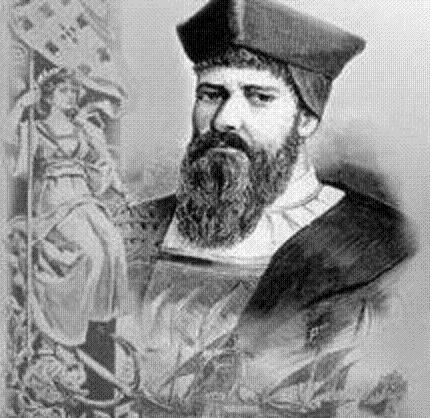
João da Nova

João da Nova [ˈʒu̯ɐ̃u̯ dɐˈnɔvɐ] (* um 1460 in Castillo de Maceda, Galicien; † 1509 in Cochin) war ein galicischer Seefahrer und Entdecker in portugiesischen Diensten.

## Leben
Da Nova entstammte der adligen Familie Novoa de Maceda, die in der galicischen Region um Ourense begütert war. Wie viele galicische Adlige trat er in portugiesische Dienste und gilt als der Entdecker der Inseln Ascención und St. Helena.
Auf Grund seiner Herkunft wurde er auch als João Galhego bzw. Gallego bekannt. In spanischen Quellen ist er auch als Juan de Nova verzeichnet. Die Galicier nennen ihren Landsmann Xoán de Novoa.
Bereits um 1480 als João da Nova bekannt, erwarb er sich in der portugiesischen Politik eine Reihe von Verdiensten und wurde unter anderem zum königlichen Stadtherren beziehungsweise zum Statthalter (alcaide) von Lissabon ernannt.
Am 5. März 1501 lief unter seinem Kommando, noch vor der Rückkehr der Flotte von Pedro Álvares Cabral, die dritte königliche portugiesische Expedition mit vier Naus Richtung Indien aus. Zwei (einige Quellen gehen von drei aus) Naus wurden durch die Krone finanziert, die anderen beiden Schiffe durch ein Konsortium privaten Kapitals unter Leitung des Florentiner Kaufmanns Bartolomeo Marchione. Neben da Nova als Oberbefehlshaber kommandierten Francisco de Nabay, Fernão Vicente und Diogo Barboza die restlichen drei Schiffe.
Auf der Hinreise entdeckte die Expedition zwischen dem 13. und 15. Mai 1501 die heutige Insel Ascension, die von Da Nova Conceição getauft wurde und erst durch Afonso de Albuquerque ihren heutigen Namen erhielt. In Indien gründete Da Nova in Cannanore, nördlich von Calicut, eine neue portugiesische Faktorei. Unterstützt von den in Indien verbliebenen Portugiesen der Expedition Cabrals gelang da Nova ein erster Seesieg gegen die Flotte des Herrschers von Calicut.
Mit reicher Gewürzladung trat er die Rückreise an und entdeckte dabei am 21. Mai 1502 die Insel St. Helena.
1506 kommandierte da Nova erneut eine Nau, die Flor de la mar, im zweiten Geschwader unter Afonso de Albuquerque in einer von Tristão da Cunha und Albuquerque befehligten Expedition von insgesamt 16 Naus.
Am Eingang zum Roten Meer trennten sich die sechs Naus Albuquerques vom Geschwader da Cunhas, der direkt die indische Küste ansteuerte.
Während des Kaperkrieges, den Albuquerque gegen arabische und ägyptische Schiffe führte, zeichnete sich da Nova durch seinen Mut, aber auch seinen Ungehorsam aus. Es kam zu großen Differenzen und Auseinandersetzungen zwischen da Nova und Albuquerque über Status und Rang beider sowie über die Umsetzung der königlichen Weisungen. Diese Auseinandersetzungen gingen bis an den Rand der Meuterei.
In Indien angekommen führte da Nova beim Vizekönig Francisco de Almeida Klage gegen Albuquerque. Erst 1509, nach Ankunft der Flotte unter dem Marschall des Königreiches Portugal, Fernando Coutinho, konnte dieser Konflikt beigelegt werden.
Da Nova zeichnete sich erneut in der Seeschlacht von Diu unter Francisco de Almeida aus, in der eine arabisch-ägyptisch-indische Flotte vernichtet wurde und den Portugiesen für etwa 100 Jahre die Seeherrschaft im westlichen Indischen Ozean einbrachte.
João da Nova starb 1509 im indischen Cochin.